# Paul Brunold
Pour les articles homonymes, voir Brunold.
Paul Brunold est un claveciniste, organiste et musicologue français, né le 14 octobre 1875 à Paris 4e et mort dans la même ville le 14 septembre 1948. 

## Biographie
Paul Brunold, de son vrai nom, Paul Marie Émile Bruneau, est né le 14 octobre 1875 à Paris,,.
Il étudie au Conservatoire de Paris, où il est élève d'Antoine-François Marmontel, Albert Lavignac et Xavier Leroux, puis travaille avec Ignacy Paderewski,.
Il s'intéresse au clavecin et se consacre à partir de 1910 à l'étude de la musique ancienne. De 1912 à 1920, il est rédacteur en chef de la revue L'Écho musical.
En 1915, Brunold devient organiste titulaire de l'orgue des Couperin à Saint-Gervais,.
Avec Henry Expert, il publie une Anthologie des maîtres français du clavecin des XVIIe et XVIIIe siècles et avec André Tessier réalise une édition complète des œuvres de Chambonnières. Il édite aussi deux volumes d’œuvres de Dieupart pour l'Oiseau-Lyre et est l'auteur d'une Histoire du grand orgue de l'église Saint-Gervais à Paris (1934).
En 1946, Paul Brunold est nommé conservateur du musée instrumental du Conservatoire,.
Il meurt le 14 septembre 1948 à Paris,,.

## Publications
Comme auteur ou éditeur, Paul Brunold a notamment publié, :
- Traité des signes et agréments employés par les clavecinistes français (Paris, 1925 ; rééd. Nice, Delrieu, 1965) ;
- Histoire du grand orgue de Saint-Gervais (Paris, L'Oiseau-Lyre, 1934) ;
- François Couperin (Monaco, 1949, en anglais) ;
- Les maîtres français du clavecin des XVIIe et XVIIIe siècles (Paris, 1914–25), avec Henry Expert ;
- Œuvres complètes de Chambonnières (Paris, 1925), avec André Tessier ;
- Suites de clavecin de Dieupart (Paris, 1935) ;
- Pièces de clavecin de Clérambault (Paris)
- Pièces de clavecin d'Élisabeth Jacquet de la Guerre, rév. par Th. Dart (Monaco, L'Oiseau-Lyre, 1965).